# Concepcion (Romblon)
Concepcion ist eine philippinische Stadtgemeinde in der Provinz Romblon, in der Verwaltungsregion IV-B, Mimaropa. Sie hat 4037 Einwohner (Zensus 1. August 2015). Sie wird als Gemeinde der sechsten Einkommensklasse auf den Philippinen und als teilweise urbanisiert eingestuft.
Concepcion ist die einzige Ansiedlung auf der Insel Maestro de Campo im äußersten Nordwesten der Romblonen-Inselgruppe in der Sibuyan-See. Die Topographie der Insel wird durch flachwelliges Terrain gekennzeichnet. 

## Baranggays
Die Stadt Concepcion setzte sich 2011 aus neun Barangays zusammen:
| - Bachawan - Calabasahan - Dalajican - Masudsud - Poblacion - Sampong - San Pedro (Agbatang) - San Vicente - Masadya |

## Weblink
- Informationen der Philippine Statistics Authority über Concepcion